# János Bihari
János Bihari (n. 21 octombrie 1764 la Veľké Blahovo, Slovacia - d. 26 aprilie 1827 la Pesta) a fost un violonist maghiar de etnie romă.
Este considerat unul dintre fondatorii muzicii rome culte și al genului muzical verbunkos.
A fost apreciat de Franz Liszt, Ludwig van Beethoven, Pablo de Sarasate (și alții) în ale căror compoziții au introdus câteva din temele sale.